# Software build

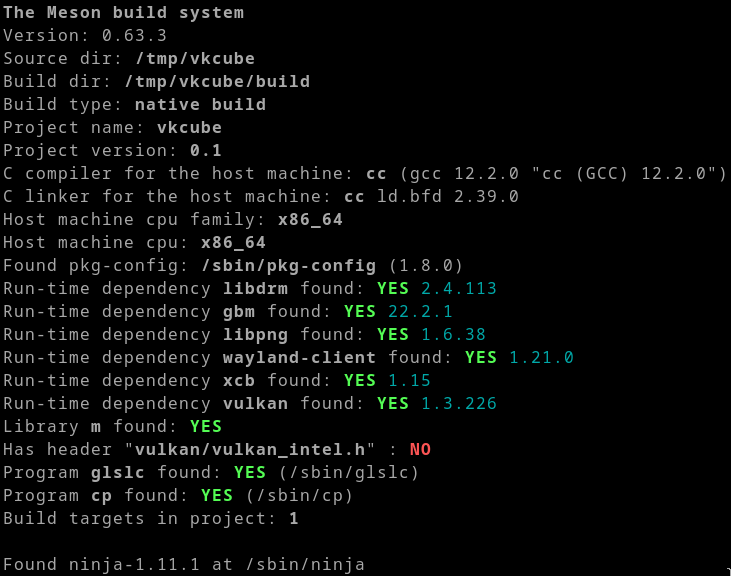
La imagen muestra el proceso de configuración de compilación de vkcube usando Meson, un sistema de construcción de software. Aquí se verifica la disponibilidad de dependencias y herramientas necesarias para compilar el proyecto en el sistema.

En el campo del desarrollo de software, el término inglés build (literalmente, «construcción») es el proceso de convertir código fuente en artefactos de software independientes que se pueden ejecutar en una computadora, o el resultado de llevar a cabo dicho proceso. Aun así, este no es el caso con tecnologías como Perl, Ruby o Python que son ejemplos de lenguajes interpretados.

## Herramientas de construcción
El proceso de construir un programa informático se gestiona normalmente por una herramienta de construcción, un programa que coordina y controla otros programas. Ejemplos de tales programas son Make, Gradle, Ant, Maven, Rake, SCons y Phing. La utilidad de construcción generalmente tiene que preprocesar, compilar y enlazar varios archivos en el orden correcto. Si el código fuente en un archivo particular no ha cambiado, entonces puede que no necesite recompilarse. Las utilidades de construcción y los enlazadores (linkers) más sofisticados intentan refrenar la recompilación del código que no lo necesita con el fin de acortar el tiempo requerido para completar la construcción. Un proceso más complejo puede implicar otros programas que producen código o datos como parte del proceso de construcción.